# 블랙 데스
《블랙 데스》(영어: Black Death)은 2010년에 공개된 영국, 독일의 액션 공포 영화이다. 크리스토퍼 스미스가 감독을, 다리오 폴러니가 각본을 맡고, 숀 빈, 에디 레드메인, 카리서 판하우턴 등이 출연했다. 스미스 감독은 각본에는 정식으로 이름을 올리지 못했지만, 새로운 결말을 포함해 각본 후반부에 중요한 변화를 만들어냈다.
이 영화의 모든 장면은 극히 드물게 시간 순서대로 촬영되었다.

## 줄거리
흑사병에 시달리는 1348년 중세 잉글랜드. 신참 수도사 오즈먼드는 수도원에 몸을 의탁하고 있는 애버릴이란 여인과 몰래 사랑에 빠진다. 병이 수도원에도 퍼지기 시작하자 오즈먼드는 애버릴을 떠나보낸다.
곧 지역 주교의 사절인 기사 울릭이 아직 병의 마수가 뻗치지 않은 수수께끼의 외딴 습지대 마을로 향하기 위해 숲을 경유하는 길을 안내해줄 사람을 구한다. 오즈먼드는 이를 애버릴을 찾을 기회로 여기고 응한다. 이 마을은 흑사병으로 죽은 자들을 되살려내는 강령술사가 이끌고 있다는 소문이 돌고 있으며, 병사들은 강령술사를 주교 앞에 데려가 심문하고 처형할 생각이다.

## 출연
- 에디 레드메인 - 오즈먼드 역
- 숀 빈 - 울릭 역[5]
- 카리서 판하우턴 - 란지바 역
- 존 린치 - 울프스턴 역
- 팀 매키너니 - 호브 역
- 킴벌리 닉슨 - 애버릴 역
- 앤디 나이먼 - 댈리와그 역[4]
- 데이비드 워너 - 수도원장 역
- 조니 해리스 - 몰드 역
- 이먼 엘리엇 - 스와이어 역
- 티호 헤르난트 - 이보 역
- 제이미 밸러드 - 그리프 역
- 다니엘 슈타이너 - 수도사 역
- 니케 마르텐스 - 엘리나 역